# 어드밴스트 패키징 툴
어드밴스트 패키징 툴(Advanced Packaging Tool, APT)은 코어 라이브러리와 함께 동작하는 자유 사용자 인터페이스로, 데비안 GNU/리눅스 배포판 계열 배포판에서 소프트웨어를 설치하고 제거하는 일을 한다. APT는 이진 파일로부터나 소스 코드 컴파일을 통하여 소프트웨어 패키지의 확인·구성·설치를 자동화함으로써 유닉스 계열 컴퓨터 시스템 상의 소프트웨어를 관리하는 작업을 단순하게 만든다.
APT는 본래 데비안의 .deb 패키지와 함께 동작할 목적으로 dpkg를 위한 프론트엔드로 고안되었으나 그 뒤로 apt-rpm을 통한 RPM 패키지 매니저 시스템과도 함께 동작하도록 수정되었다. Fink 프로젝트가 일부 패키지 관리 작업을 위하여 APT를 Mac OS X에 포팅하였으며 APT는 오픈솔라리스에서도 사용할 수 있다. (Nexenta OS 배포판에도 포함되어 있음).

## 사용법
- 설치: apt install 패키지명 또는 apt-get install 패키지명
- 목록 업데이트: apt update 또는 apt-get update
- 기본 업그레이드: apt upgrade 또는 apt-get upgrade
- 추가 업그레이드: apt full-upgrade 또는 apt-get full-upgrade

sudo 명령어를 사용한 다음과 같은 조합이 사용되기도 한다.
```
sudo apt install 패키지명
sudo apt-get install 패키지명
```

- 관련 패키지 검색: apt search 키워드
- 패키지 정보 조회: apt show 패키지명

## 우분투 호환
2018년 기준 우분투는 소프트웨어 자동 업데이트를 포함한 일관된 패키지 관리를 위해 어드밴스트 패키징 툴(APT)을 지원하고 있다.

## 인스톨 에러
apt-get install처럼 APT 명령어를 사용하려고 할 때 다음과 같은 에러가 발생하는 경우가 있다.
```
Could not get lock /var/lib/dpkg/lock-frontend - open (11: Resource temporarily unavailable)
```

또는
```
E: Could not get lock /var/lib/dpkg/lock - 잠금 파일을 얻을 수 없습니다 - open (11: Resource temporarily unavailable)
E: Unable to lock the administration directory (/var/lib/dpkg/), is another process using it?
```

때로는 이러한 경우가 APT 자동 업데이트 기능이 백그라운드에서 작업하는 중으로 그러한 메시지를 내보내는 경우가 있을 수 있으므로
무작정 파일등을 삭제하려고 하거나 특정 프로그램을 강제로 실행시키는 등의 조치를 취하는 것보다는 잠시나마 잠정적으로 APT 명령어를 사용하는 것을 미루어보는것도 적절한 방법으로 고려할 수 있는 옵션일 수 있다.
한편 .deb 패키지 파일을 직접 설치할 때는 저수준의 dpkg를 사용해서 직접 터미널 창에서 인스톨해야 하는 경우도 있을 수 있다.

## 같이 보기
- apt-file
- apt-rpm
- PackageKit
- Pkgsrc
- Wajig
- APTonCD
- 우분투 소프트웨어 센터
- aptitude
- yum